# Чалый, Владимир Владимирович
Влади́мир Влади́мирович Ча́лый (укр. Володимир Володимирович Чалий; род. 26 января 1976, Павлоград, Днепропетровская область) — украинский футболист, игравший на позиции полузащитника.

## Биография
Начал профессиональную карьеру в «Шахтёре» из родного Павлограда, выступавшем во второй лиге чемпионата Украины. В 1995 году, на второй год выступлений Чалого, команда снялась с чемпионата, в связи с чем сезон 1996 года провёл в любительском павлоградском «Горняке». Своей игрой привлёк внимание клуба высшей лиги — кировоградской «Звезды» и вскоре получил предложение от Александра Ищенко присоединиться к команде. Дебютировал в высшем дивизионе 15 марта 1997 года, на 77-й минуте выездного матча против «Кремня» заменив Валерия Шаповалова. Выступал за кировоградцев на протяжении трёх лет, также играя за вторую команду клуба во второй лиге. Покинул «Звезду», после её вылета из высшей лиги в 2000 году.
После ухода из кировоградской команды подписал контракт с донецким Металлургом. Тем не менее ни одной игры за основную команду дончан так и не провёл, выступая за дружковский «Машиностроитель», александрийскую «Полиграфтехнику» и фарм-клуб «Металлурга». В 2002 году полгода провёл в составе «Сум» в первой лиге, а затем ненадолго вернулся в «вышку» став игроком «Кривбасса», где также задержался всего на полсезона. Следующий год начал в составе луганской «Зари», а летом перешёл в харьковский «Арсенал», где провёл сезон 2003/04. В следующем сезоне стал игроком другого харьковского клуба — «Гелиоса», в составе которого стал победителем своей группы второй лиги и завоевал право выступать в первой лиге. В 2006 году на полгода вернулся в «Звезду», успев за это время забить 5 голов, став лучшим бомбардиром команды в сезоне. Последнюю игру на профессиональном уровне провёл в 2007 году, в составе армянского «Титана». По завершении выступлений играл на любительском уровне за «Каховку» и днепропетровский «ИСТА-ДЮСШ-7»

## Семья
Отец — Владимир Чалый — в прошлом также профессиональный футболист, выступавший в днепродзержинском «Металлурге».

## Достижения
- Победитель второй лиги Украины: 2004/05 (группа «В»)